# Enrique Villanueva
Enrique Villanueva is een gemeente in de Filipijnse provincie Siquijor op het gelijknamige eiland. Bij de laatste census in 2007 had de gemeente bijna zesduizend inwoners.

## Geografie

### Bestuurlijke indeling
Enrique Villanueva is onderverdeeld in de volgende 14 barangays:
| - Balolong - Bino-ongan - Bitaug - Bolot - Camogao - Cangmangki - Libo | - Lomangcapan - Lotloton - Manan-ao - Olave - Parian - Poblacion - Tulapos |

## Demografie
Enrique Villanueva had bij de census van 2007 een inwoneraantal van 5.878 mensen. Dit zijn 514 mensen (9,6%) meer dan bij de vorige census van 2000. De gemiddelde jaarlijkse groei komt daarmee uit op 1,27%, hetgeen lager is dan het landelijk jaarlijks gemiddelde over deze periode (2,04%). Vergeleken met de census van 1995 is het aantal mensen met 1.010 (20,7%) toegenomen.

De bevolkingsdichtheid van Enrique Villanueva was ten tijde van de laatste census, met 5.878 inwoners op 28,6 km², 205,5 mensen per km².